# Antymaska
Antymaska – odmiana utworu dramatycznego w teatrze angielskim będąca dodatkiem do maski. Wykonywana w formie groteskowej lub humorystycznej była częścią graną zazwyczaj jako intermedium przed lub też po głównej części przedstawienia głównego. 
Odmiana została wprowadzona przez angielskiego poetę i aktora Bena Jonsona kontrastując z dworskim nastrojem. Oparta była na motywach ludowych. W sposób groteskowy wprowadzane były elementy do tańca i scen mimicznych. 